# Собківський заказник
Со́бківський зака́зник — ботанічний заказник місцевого значення в Україні. Об'єкт розташований на території Уманського району Черкаської області, квартал 37, виділ 10 Собківського лісництва. 
Площа — 1,8 га, статус отриманий 12 січня 1982 року.

## Галерея

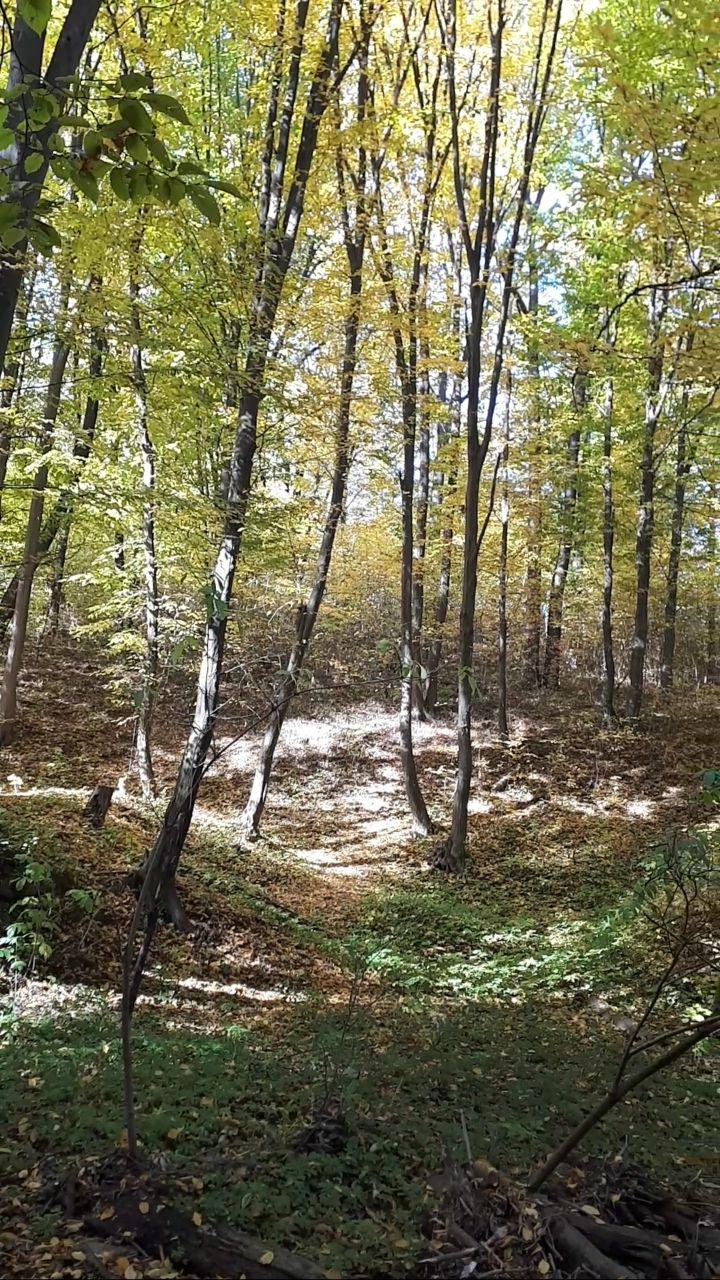
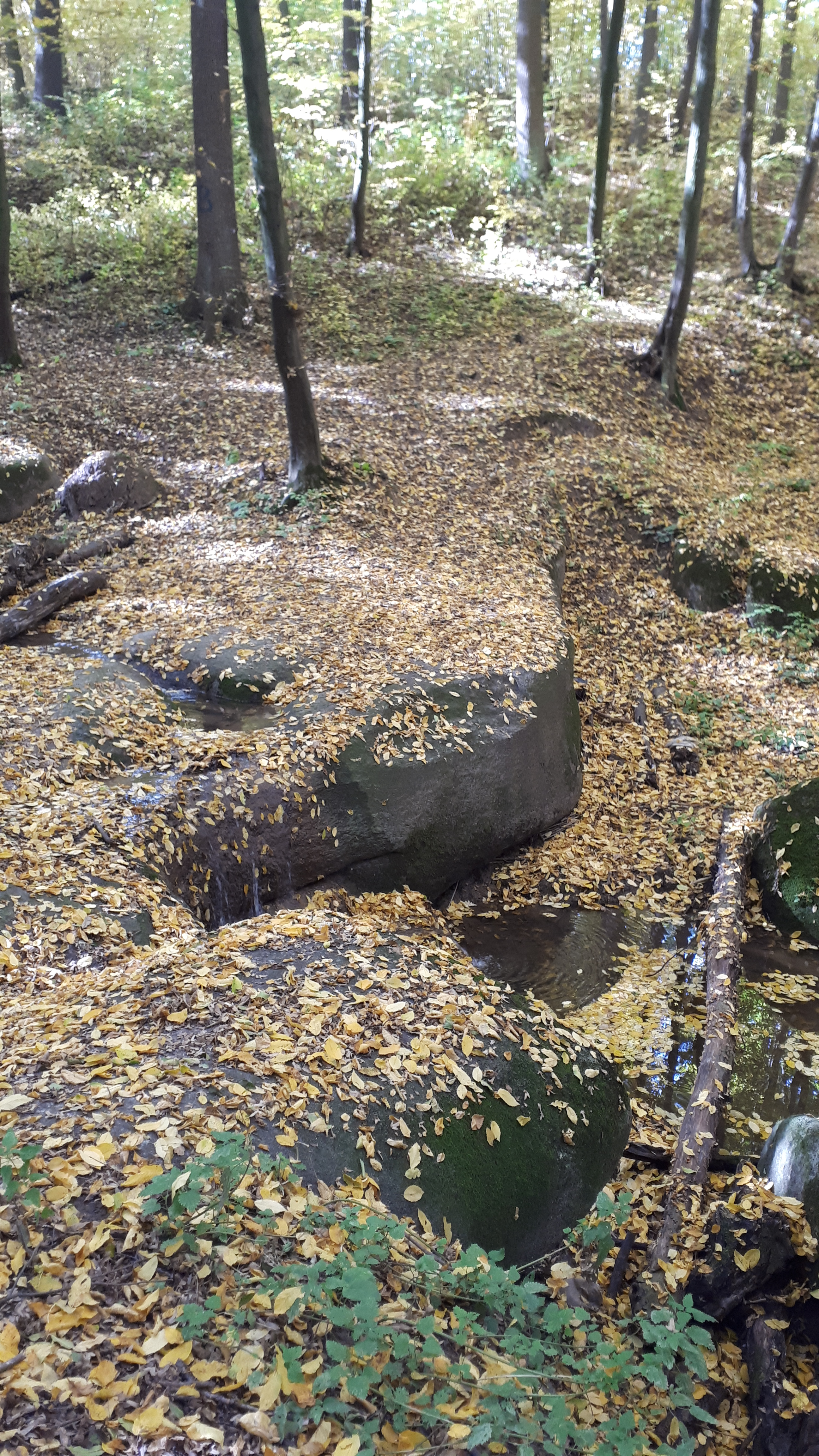
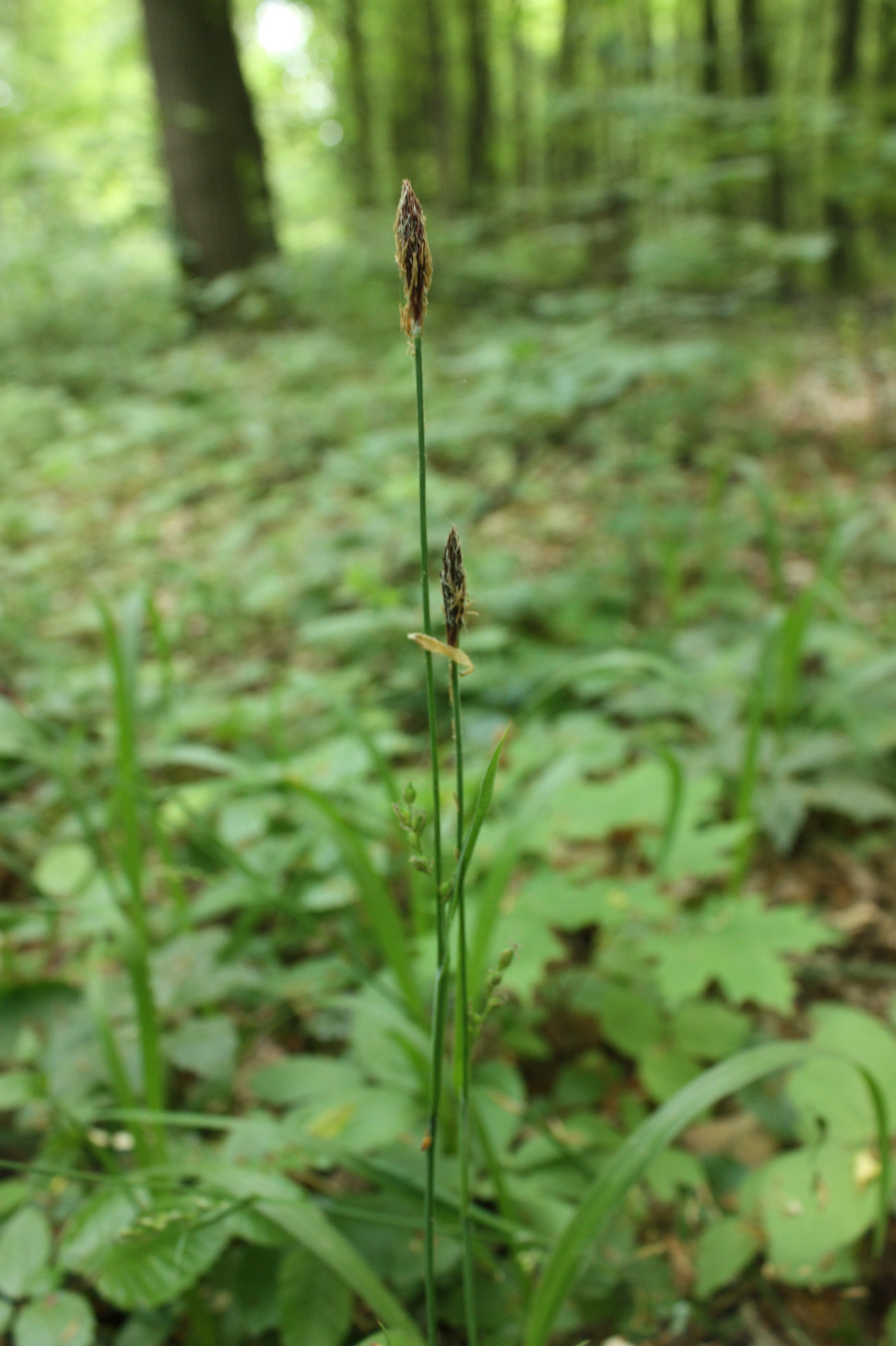
Осока волосиста в заказнику